# Monte Leinster
Stua Laighean (en inglés: Mount Leinster) es una montaña de Irlanda con una altitud de 794 m, y se sitúa a lo largo de la frontera entre los condados de Carlow y de Wexford, en la República de Irlanda.

## Geografía
El Leinster es la montaña más alta de la cadena de las montañas de Blackstairs, de la cual forma parte. 
Es también el punto más alto de los contados de Carlow y de Wexford; por sus altitud y prominencia puede ser definido como un Marilyn y un Hewitt. En su cima hay una grande antena de transmisión.